# Glattes Habichtskraut
Das Glatte Habichtskraut (Hieracium laevigatum) ist eine Pflanzenart aus der Gattung der Habichtskräuter (Hieracium) innerhalb der Familie der Korbblütler (Asteraceae). Sie ist in vielen Subtaxa in Eurasien weitverbreitet.

## Beschreibung

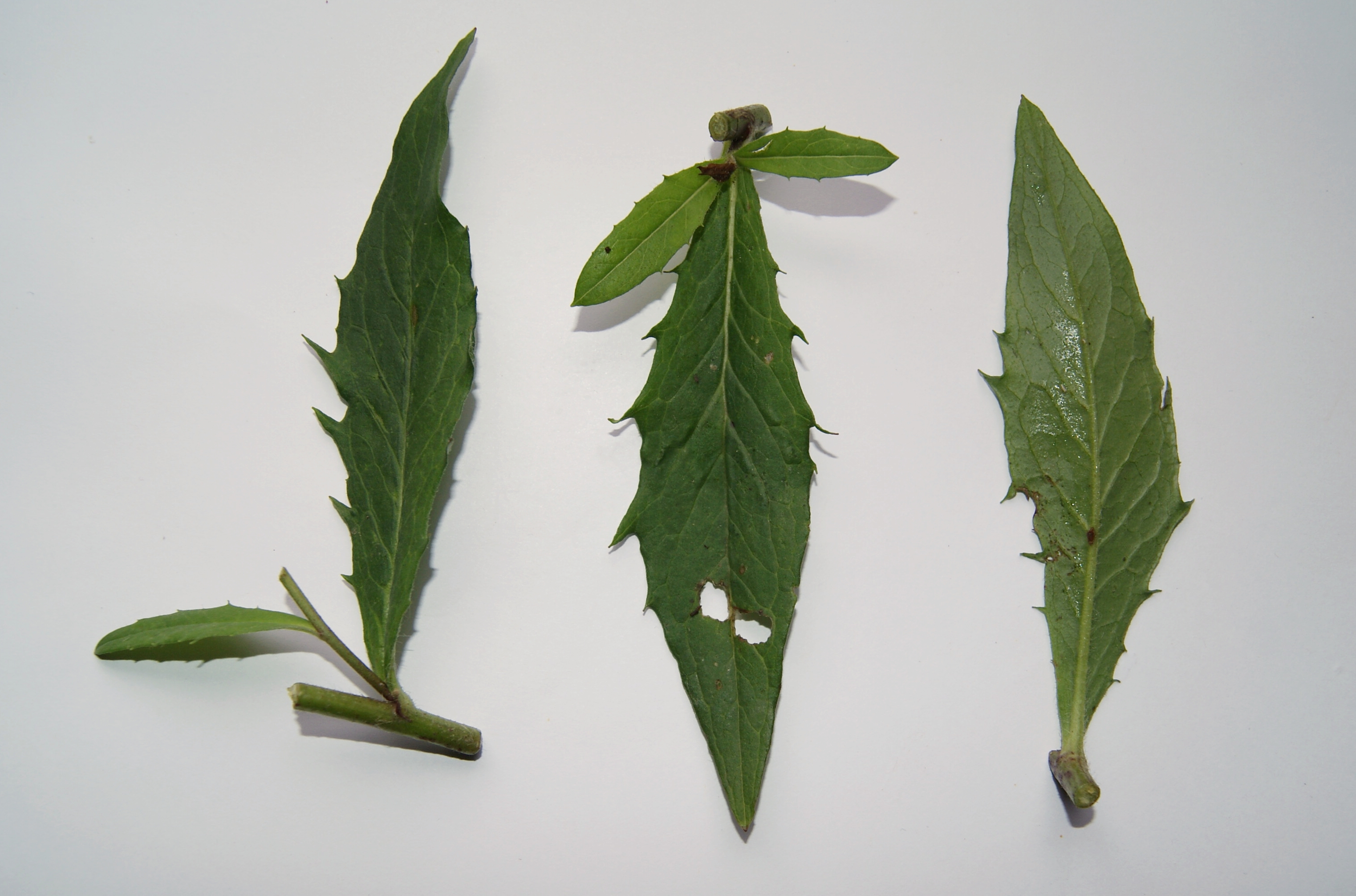
Laubblätter

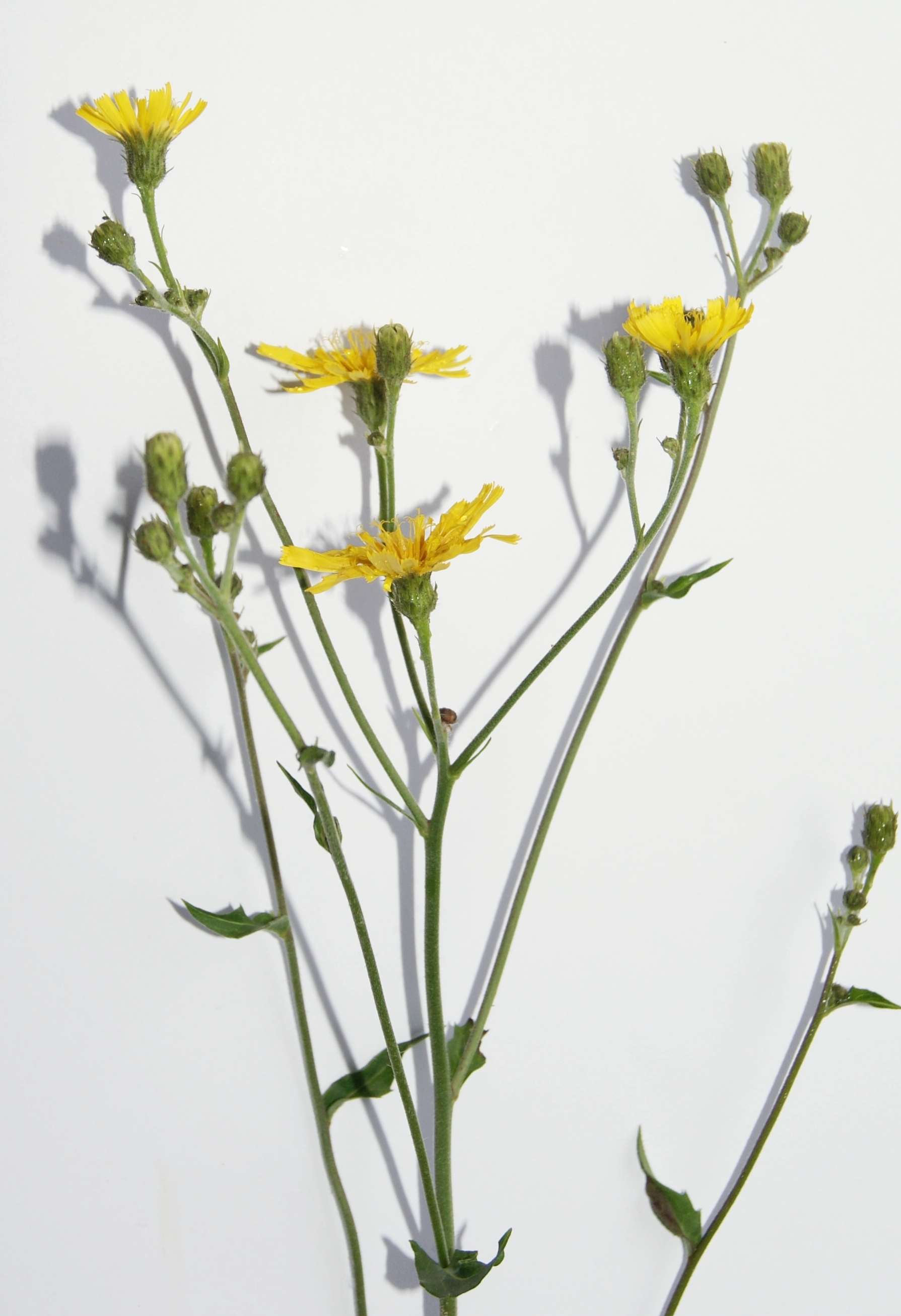
Gesamtblütenstand

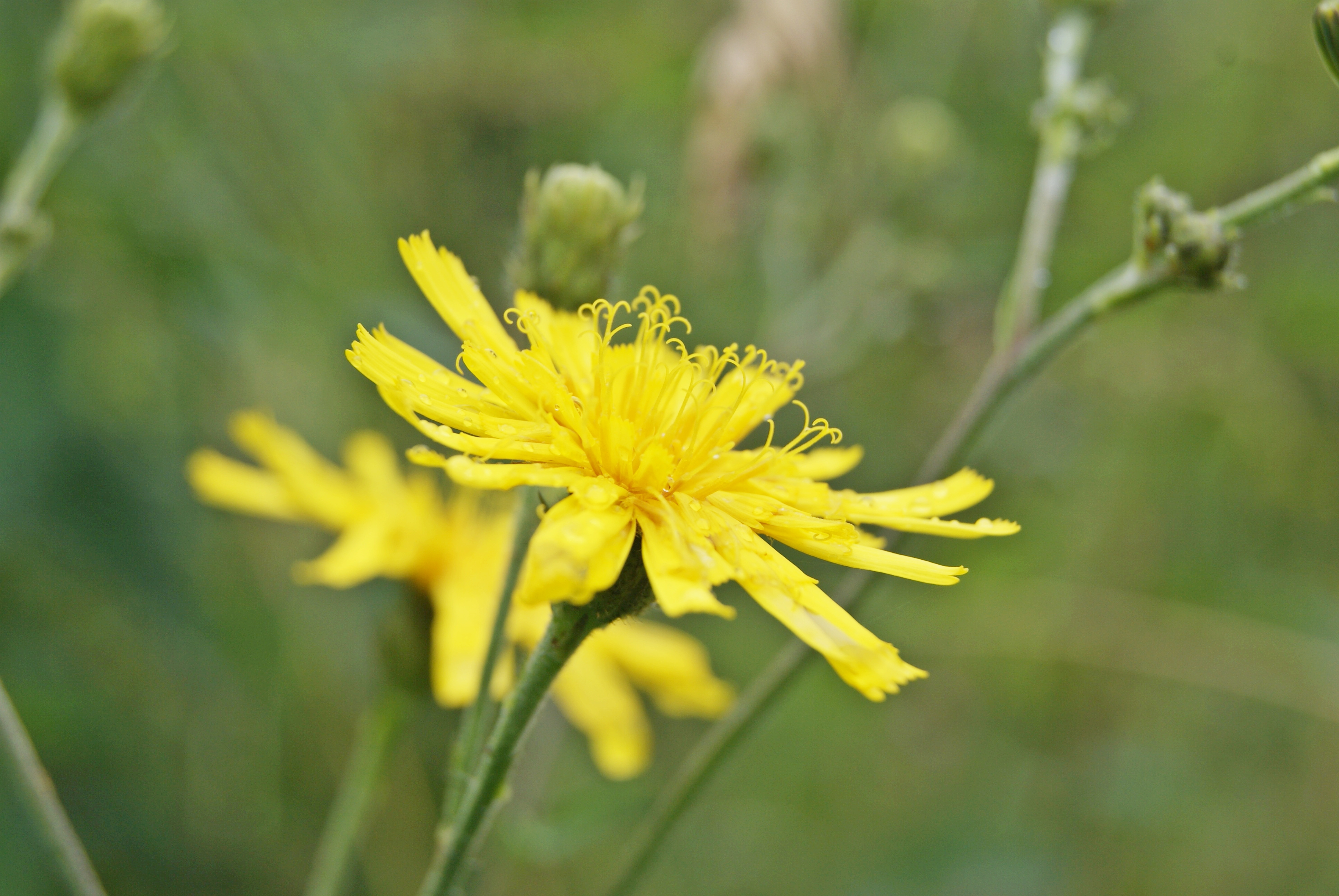
Blütenkörbchen

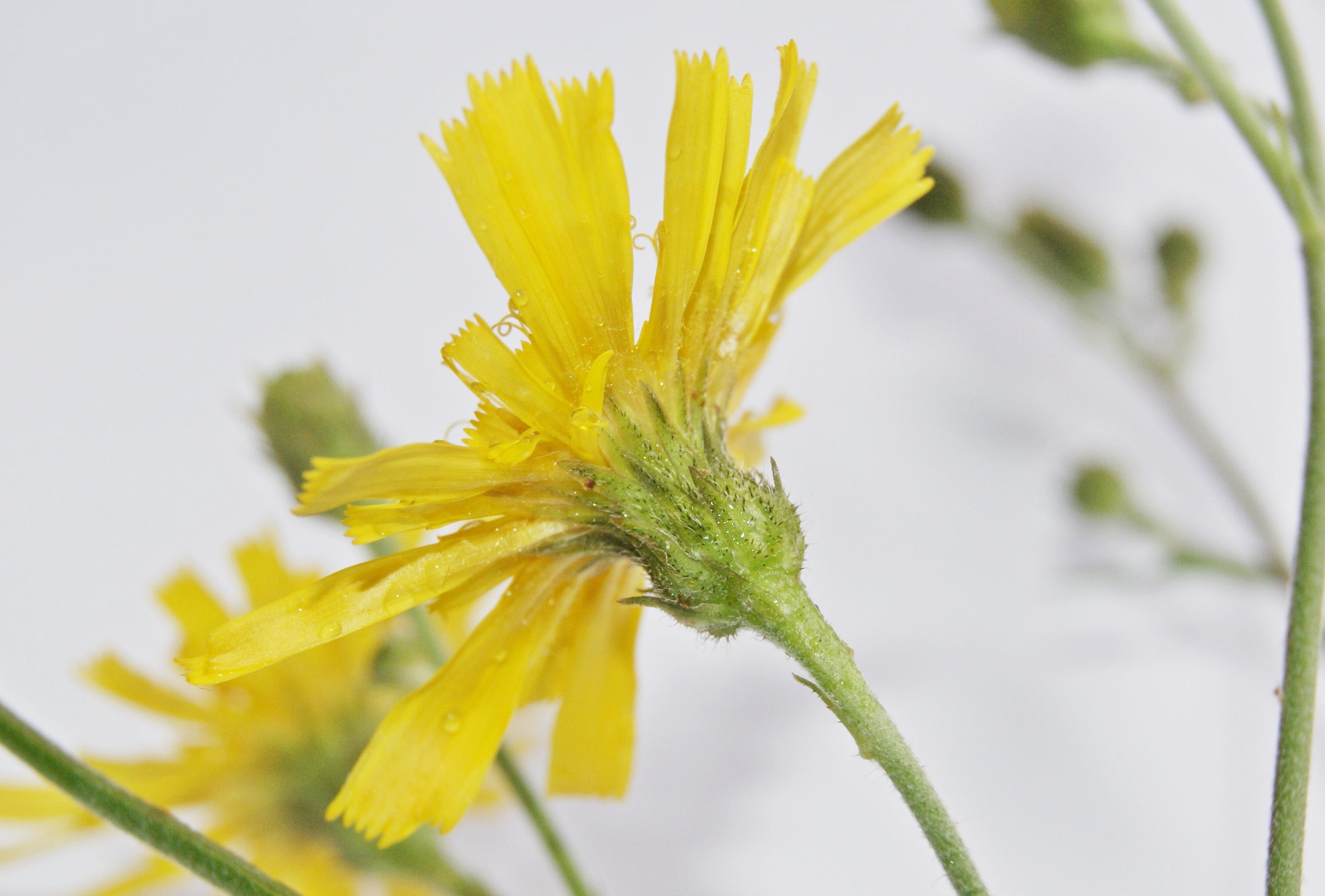
Blütenkörbchen von der Seite

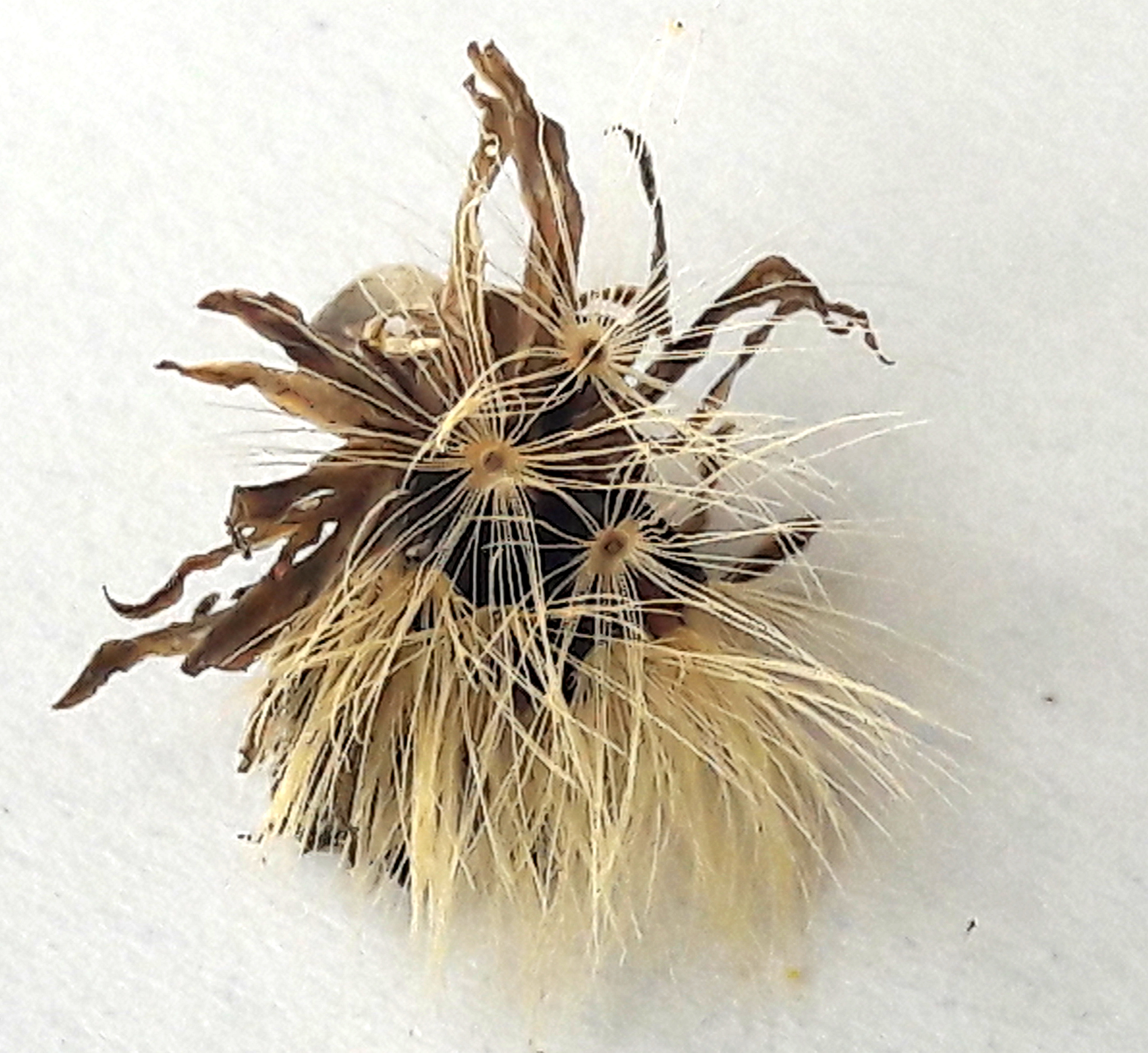
Fruchtstand mit Pappus

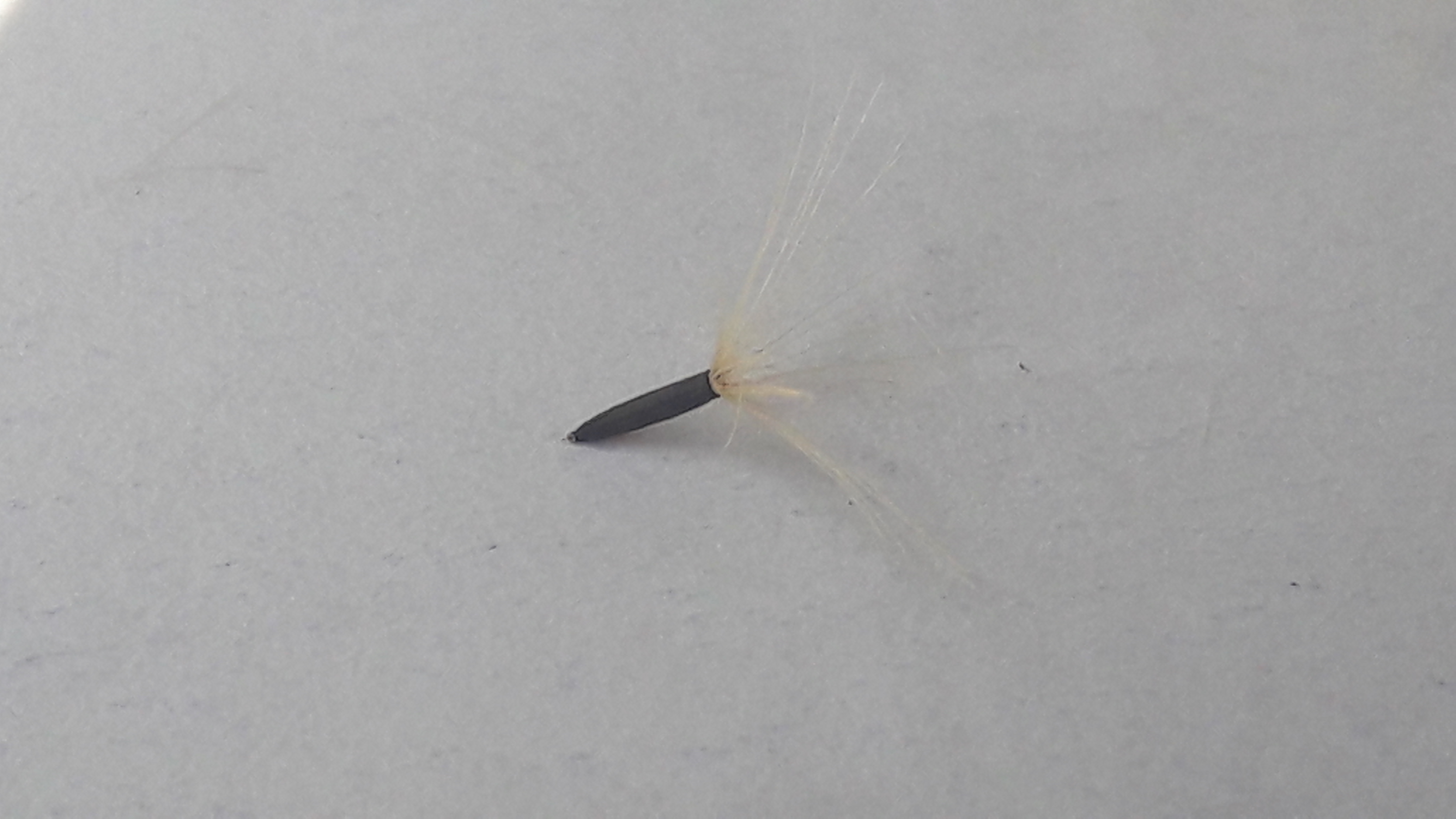
Achäne mit Pappus

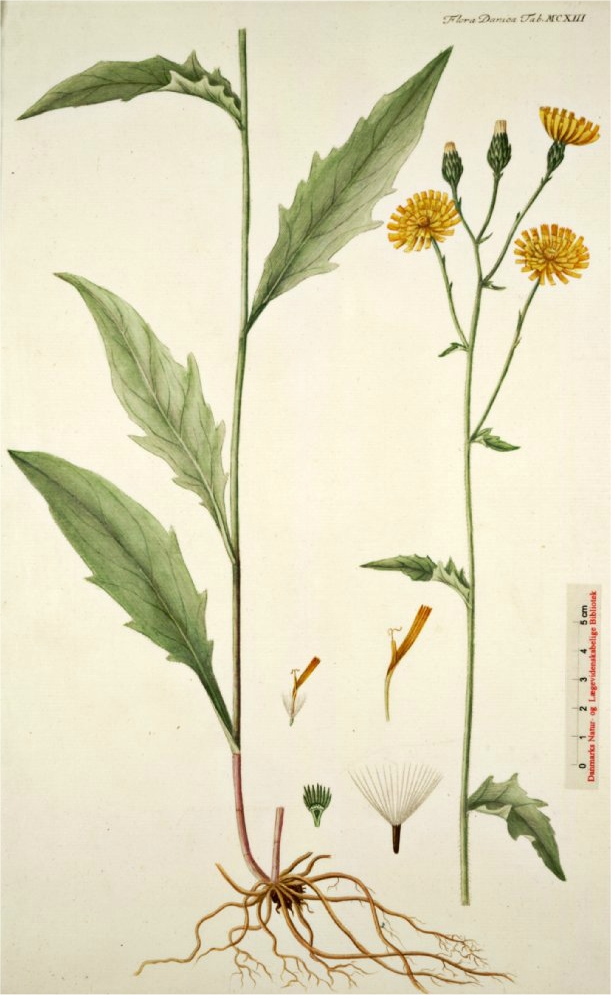
Illustration von Hieracium laevigatum subsp. laevigatum

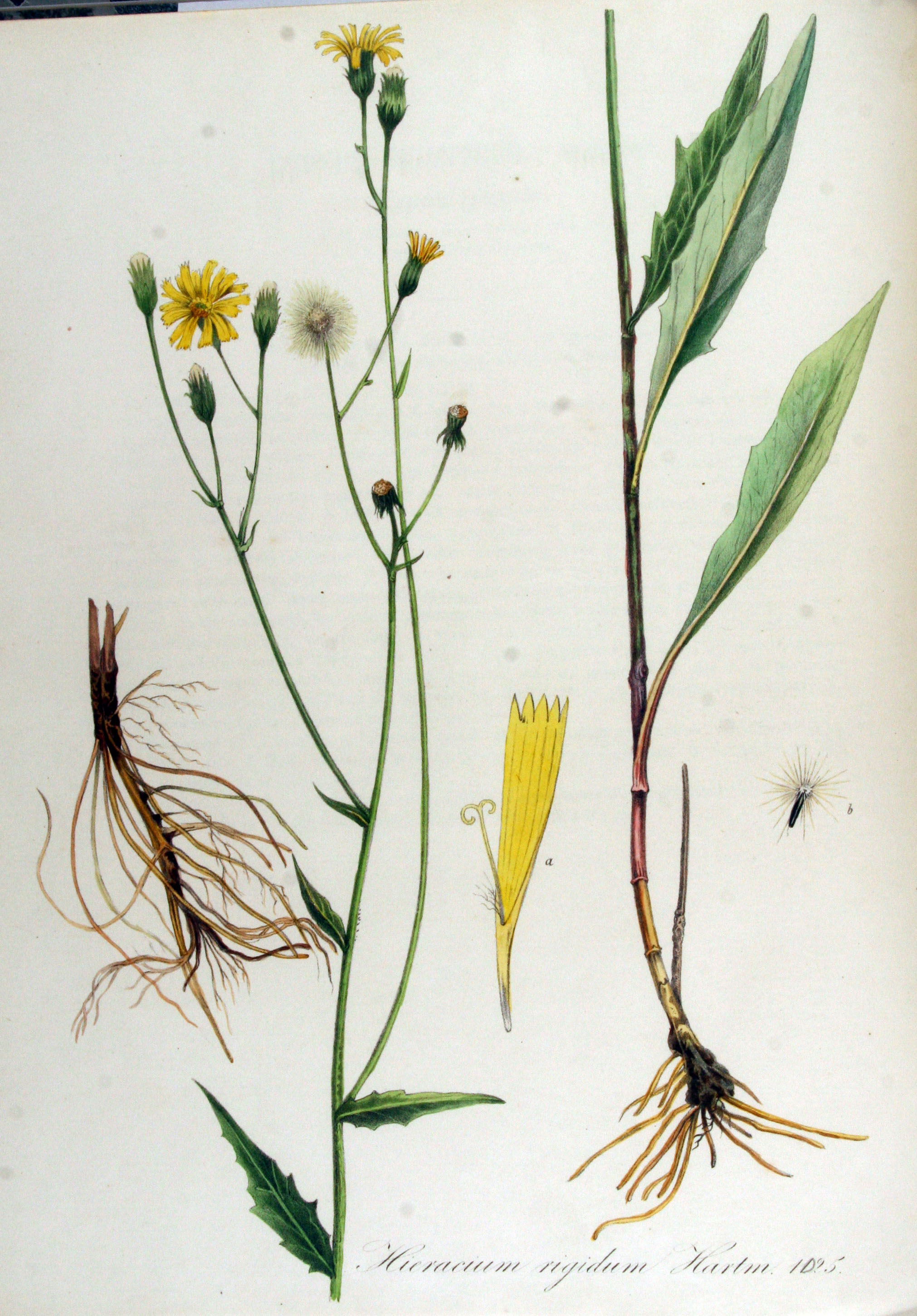
Illustration von Hieracium laevigatum subsp. rigidum (Hartm.) Čelak.

### Vegetative Merkmale
Das Glatte Habichtskraut ist eine ausdauernde krautige Pflanze, die Wuchshöhen von 30 bis 120 Zentimetern erreicht. Es wird ein unterirdisches Rhizom ausgebildet.
Es sind keine Grundblätter vorhanden. Die meist 5 bis 20 (3 bis 50) wechselständig am Stängel angeordneten Laubblätter sind sitzend oder kurz gestielt und nicht stängelumfassend. Die unteren Laubblätter sind geflügelt-gestielt, die mittleren sind kürzer gestielt oder wie die oberen sitzend. Die rein-grünen, drüsenlosen Blattspreiten sind lanzettlich, länglich-lanzettlich bis elliptisch-lanzettlich, ei- bis linealisch-lanzettlich und drei- bis achtmal so lang wie breit sind. Die Blattunterseite ist etwas heller als die Blattoberseite und weist eine mehr oder weniger undeutliche Nervatur auf. Die mittleren Stängelblätter besitzen einen keilförmigen, teilweise etwas gerundeten Spreitengrund. Während der Blütezeit sind meist keine Grundblätter vorhanden. Alle Laubblätter sind in den unteren zwei Dritteln gezähnelt bis grob und oft lang vorspringend gesägt-gezähnt und haben beiderseits drei bis fünf große Zähne und dazwischen meist kleine Zähne.

### Generative Merkmale
Die Blütezeit erstreckt sich über die Monate Juni bis August. In meist rispigen, seltener bis traubigen, nicht doldenartigen Gesamtblütenständen befinden sich meist 10 bis 30 (5 bis 50) Blütenkörbchen. Die Körbchenschäfte sind zerstreut bis reichlich flockig oder mit spärlich bis mäßig Haaren sowie Drüsen bedeckt. Die Korbhülle ist bei einer Höhe von meist 9 bis 11 (8 bis 13) Millimetern zylindrisch. Die unregelmäßig dachziegelartig in wenigen Reihen anliegend angeordneten, nicht nennenswert abstehenden Hüllblätter besitzen ein stumpfes bis spitz oberes Ende und sind außen variabel arm bis fast reichlich drüsig behaart. Die Blütenkörbchen enthalten nur zwittrige Zungenblüten. Die gelben Zungenblüten enden fünfzipfelig.
Die schwarz-braunen bis schwarzen Achänen sind 3,5 bis 4 Millimeter lang.

### Chromosomensatz
Die Chromosomengrundzahl beträgt x = 9; es liegt Diploidie oder meist Triploidie vor mit einer Chromosomenzahl von 2n = 18 oder meist 27.

## Ökologie
Beim Glatten Habichtskraut handelt es sich um einen plurienn-pollakanthen, mesomorphen Hemikryptophyten. Die Vermehrung erfolgt vegetativ und generativ.
Blütenökologisch handelt es sich um Körbchenblumen, der Familie Asteraceae, mit ausschließlich Zungenblüten mit völlig verborgenem Nektar. Die immer zwittrigen Blüten sind proterandrisch, also sind Blüten sind zuerst männlich und später weiblich. Die Bestäubung erfolgt durch Bienen, Hummeln, Wespen, Bombyliden, Syrphiden, Schwebfliegen und Falter.
Die Achänen mit Pappus sind die Diasporen. Ausbreitung der Diasporen erfolgt durch den Wind (Anemochorie), Klett- und Klebausbreitung auf der Oberfläche von Tieren (Epichorie) oder durch den Mund von Tieren (Stomatochorie).

## Vorkommen
Das Glatte Habichtskraut kommt in Europa von der borealen Zone südwärts bis in die submeridionale Zone vor, wobei auch montanes (gebirgiges) Gelände besiedelt wird. Als Fundorte werden angegeben: Island, die skandinavischen Länder, die baltischen Länder, die britischen Inseln, die Färöer, Belgien, Niederlande, Deutschland, Österreich, die Schweiz, Italien, Frankreich, Spanien, Polen, die ehemalige Tschechoslowakei, das ehemalige Jugoslawien, Bulgarien, Rumänien, Moldawien, Belarus, die Ukraine, der europäische Teil Russlands, die nordöstliche Türkei, der Kaukasusraum, das westliche sowie östliche Sibirien. In einigen klimatisch gemäßigten Gebieten Nordamerikas ist Hieracium laevigatum ein Neophyt.
In Deutschland ist das Glatte Habichtskraut in allen Bundesländern verbreitet. Dabei ist es in den Alpen und im Alpenvorland, auf der Schwäbischen Alb sowie im westlichen Schleswig-Holstein nur zerstreut anzutreffen. In den Allgäuer Alpen steigt es in Unterau bei Riezlern in Vorarlberg bis zu einer Höhenlage von 1100 Metern auf.
Das Glatte Habichtskraut besiedelt lichte Laub- und Kiefernwälder, Gebüsche, Waldsäume, Heiden, Silikatmagerrasen und Ruderalflächen. Es ist meistens der vollen Sonnenbestrahlung ausgesetzt. Die Standorte zeichnen sich zudem meistens durch mäßige Wärme aus, während die Böden nur geringen bis keinen Kalkgehalt, mittelmäßige Feuchte (keine Nässe; nicht regelmäßig austrocknend), geringen pH-Wert (sauer) und sehr geringen Stickstoffgehalt aufweisen. Es ist in Mitteleuropa eine Charakterart der Ordnung Quercetalia roboris-petraeae.
Die ökologischen Zeigerwerte nach Landolt et al. 2010 sind in der Schweiz für Hieracium laevigatum agg.: Feuchtezahl F = 2+w (frisch aber mäßig wechselnd), Lichtzahl L = 3 (halbschattig), Reaktionszahl R = 2 (sauer), Temperaturzahl T = 3 (montan), Nährstoffzahl N = 2 (nährstoffarm), Kontinentalitätszahl K = 3 (subozeanisch bis subkontinental).

## Systematik
Die Erstbeschreibung von Hieracium laevigatum erfolgte 1803 durch den deutschen Botaniker Carl Ludwig Willdenow in Species Plantarum, Editio Quarta, Berolini, 3 (3), S. 1590. Ein Synonym für Hieracium laevigatum Willd. ist Hieracium creperiforme Üksip.
Die Art Hieracium laevigatum ist sehr vielgestaltig. Es gibt je nach Autor weltweit etwa 74 und in Europa sowie im Mittelmeerraum etwa 70 oder in Deutschland 78 „anerkannte“ Unterarten:
- Hieracium laevigatum subsp. abnobae Zahn[11]
- Hieracium laevigatum subsp. achalzichiense (Üksip) Greuter
- Hieracium laevigatum subsp. acrifolium (Dahlst.) Zahn[11]
- Hieracium laevigatum subsp. acropsilon Dahlst. ex Zahn
- Hieracium laevigatum subsp. albaredanum Zahn
- Hieracium laevigatum subsp. aleiatolepioides A.Zobel & Zahn[11]
- Hieracium laevigatum subsp. amaurolepis Murr & Zahn[11][12]
- Hieracium laevigatum subsp. amoenogonium Zahn[11]
- Hieracium laevigatum subsp. asperatulum Zahn[11]
- Hieracium laevigatum subsp. auriglandulum (Wiinst.) Zahn
- Hieracium laevigatum subsp. basifrondosum Zahn[11]
- Hieracium laevigatum subsp. boreanum (Boreau) Zahn[11]
- Hieracium laevigatum subsp. brevifoliiforme Zahn
- Hieracium laevigatum subsp. brevivestitum Bornm. & Zahn[11]
- Hieracium laevigatum subsp. callunetorum Schack & Zahn[11]
- Hieracium laevigatum subsp. conspicuum (Jord. ex Boreau) Zahn[11]
- Hieracium laevigatum subsp. chaubardianum (Arv.-Touv.) Zahn[11]
- Hieracium laevigatum subsp. coriosum Zahn
- Hieracium laevigatum subsp. coronopifolioides Zahn[11][13]
- Hieracium laevigatum subsp. corvipedifolium Zahn[11]
- Hieracium laevigatum subsp. creperum (Stenstr.) Zahn[11]
- Hieracium laevigatum subsp. cryptogoniophyllum Zahn[11]
- Hieracium laevigatum subsp. dechyi Koslovsky & Zahn
- Hieracium laevigatum subsp. delicatifolium Zahn
- Hieracium laevigatum subsp. deltophylloides Zahn[11]
- Hieracium laevigatum subsp. dryadeiforme A.Schlick. & Touton [11]
- Hieracium laevigatum subsp. dryadeum (Jord. ex Boreau) Zahn[11][14]
- Hieracium laevigatum subsp. echinodermum Zahn
- Hieracium laevigatum subsp. euconspicuum Zahn[15]
- Hieracium laevigatum subsp. eugymnocranum Schack & Zahn[11]
- Hieracium laevigatum subsp. fagetum Bornm. & Zahn[11]
- Hieracium laevigatum subsp. fagineum (Arv.-Touv.) Zahn
- Hieracium laevigatum subsp. ficifolium (Arv.-Touv.) Zahn
- Hieracium laevigatum subsp. flocciparum Schelk. & Zahn
- Hieracium laevigatum subsp. glareosum (Lönnr.) Greuter[11]
- Hieracium laevigatum subsp. goriense Koslovsky & Zahn
- Hieracium laevigatum subsp. gothiciforme (Dahlst.) Zahn[11][16]
- Hieracium laevigatum subsp. gothicum (Fr.) Čelak.[11]
- Hieracium laevigatum subsp. grandidens Zahn[11][17]
- Hieracium laevigatum subsp. griseovirens Zahn[11]
- Hieracium laevigatum subsp. gsiesense Zahn
- Hieracium laevigatum subsp. heteropristum Harz & Zahn[11]
- Hieracium laevigatum subsp. hypopityforme (Üksip) Greuter
- Hieracium laevigatum subsp. istrogenes Zahn[11]
- Hieracium laevigatum subsp. knafii (Čelak.) Zahn[11]
- Hieracium laevigatum subsp. kubanicum Litv. & Zahn
- Hieracium laevigatum subsp. laevigans Zahn[11]
- Hieracium laevigatum Willd. subsp. laevigatum[11]
- Hieracium laevigatum subsp. lemkei Zahn[11]
- Hieracium laevigatum subsp. leucothyrsum (Litv. & Zahn) Greuter
- Hieracium laevigatum subsp. lineatum (Dahlst.) Zahn[11]
- Hieracium laevigatum subsp. ludwigianum Zahn[11]
- Hieracium laevigatum subsp. lychenicum Zahn[11][18]
- Hieracium laevigatum subsp. macrogoniotropum Nyár. & Zahn[11]
- Hieracium laevigatum subsp. magarum Zahn[11]
- Hieracium laevigatum subsp. macrolygodes Zahn
- Hieracium laevigatum subsp. magistri (Godr.) Zahn[11]
- Hieracium laevigatum subsp. megalobium Zahn
- Hieracium laevigatum subsp. megalolepis Murr & Zahn[11]
- Hieracium laevigatum subsp. megalorhombum Zahn[11]
- Hieracium laevigatum subsp. mixopoliiforme A.Schlick. & Touton[11]
- Hieracium laevigatum subsp. nivale (Froel.) Zahn[11]
- Hieracium laevigatum subsp. ovalescens Zahn[11]
- Hieracium laevigatum subsp. pardalinum (Dahlst.) Zahn
- Hieracium laevigatum subsp. perangustum (Dahlst.) Zahn[11][19]
- Hieracium laevigatum subsp. pesianum (Arv.-Touv. & Belli) Zahn
- Hieracium laevigatum subsp. pictaviense (Sauze & Maill.) Zahn[11]
- Hieracium laevigatum subsp. pinnatifidiforme (Wiinst.) Zahn
- Hieracium laevigatum subsp. pizzulicum Gottschl.
- Hieracium laevigatum subsp. polioprasinoides Schack & Zahn[11]
- Hieracium laevigatum subsp. pseudocharrieri Zahn[11]
- Hieracium laevigatum subsp. pseudogothicum (Arv.-Touv.) Zahn[11]
- Hieracium laevigatum subsp. pseudotridentatum Zahn ex Schack[11][20]
- Hieracium laevigatum subsp. purpurellum Zahn[11]
- Hieracium laevigatum subsp. recognitum Jord. ex Zahn[21]
- Hieracium laevigatum subsp. retardatum Zahn[11]
- Hieracium laevigatum subsp. revolii (Sudre) Zahn
- Hieracium laevigatum subsp. rhenoprovinciae Zahn[22]
- Hieracium laevigatum subsp. rigidum (Hartm.) Čelak.[11]
- Hieracium laevigatum subsp. rothmaleri Schack & Zahn[11]
- Hieracium laevigatum subsp. sagittifrons Murr & Zahn
- Hieracium laevigatum subsp. sagotii (Boreau) Zahn[11]
- Hieracium laevigatum subsp. schwarzianum Zahn
- Hieracium laevigatum subsp. semiglobosum (Stenstr.) Zahn
- Hieracium laevigatum subsp. semigothiciforme Zahn[11]
- Hieracium laevigatum subsp. squalidinaevum Schack & Zahn
- Hieracium laevigatum subsp. stenogonium Zahn
- Hieracium laevigatum subsp. stolzenbergense Schack & Zahn
- Hieracium laevigatum subsp. stricticaule (Jord. ex Boreau) Zahn[11]
- Hieracium laevigatum subsp. subgracilipediforme Romieux & Zahn
- Hieracium laevigatum subsp. subgracilipes Zahn[11]
- Hieracium laevigatum subsp. subnorvegicum Romieux & Zahn
- Hieracium laevigatum subsp. subovalescens Murr & Zahn[11]
- Hieracium laevigatum subsp. subscabratum Zahn
- Hieracium laevigatum subsp. thuringiosilvanum Schack & Zahn[11]
- Hieracium laevigatum subsp. trichocalyx Gottschl.
- Hieracium laevigatum subsp. tridentaticeps (Zahn) Zahn
- Hieracium laevigatum subsp. tridentatum (Fr.) Čelak.[11]
- Hieracium laevigatum subsp. vendeanum (Jord. ex Boreau) Zahn